# Scatella catalogana
Scatella catalogana är en tvåvingeart som beskrevs av Wayne N. Mathis och Tadeusz Zatwarnicki 1995. Scatella catalogana ingår i släktet Scatella och familjen vattenflugor. Inga underarter finns listade i Catalogue of Life.